# رائول والخو
رائول والخو (انگلیسی: Raúl Vallejo؛ زادهٔ ۲۵ اوت ۱۹۹۶) بازیکن فوتبال اهل اسپانیا است.
از باشگاه‌هایی که در آن بازی کرده‌است می‌توان به باشگاه فوتبال زامورا اشاره کرد.